# Văn hóa Nauru

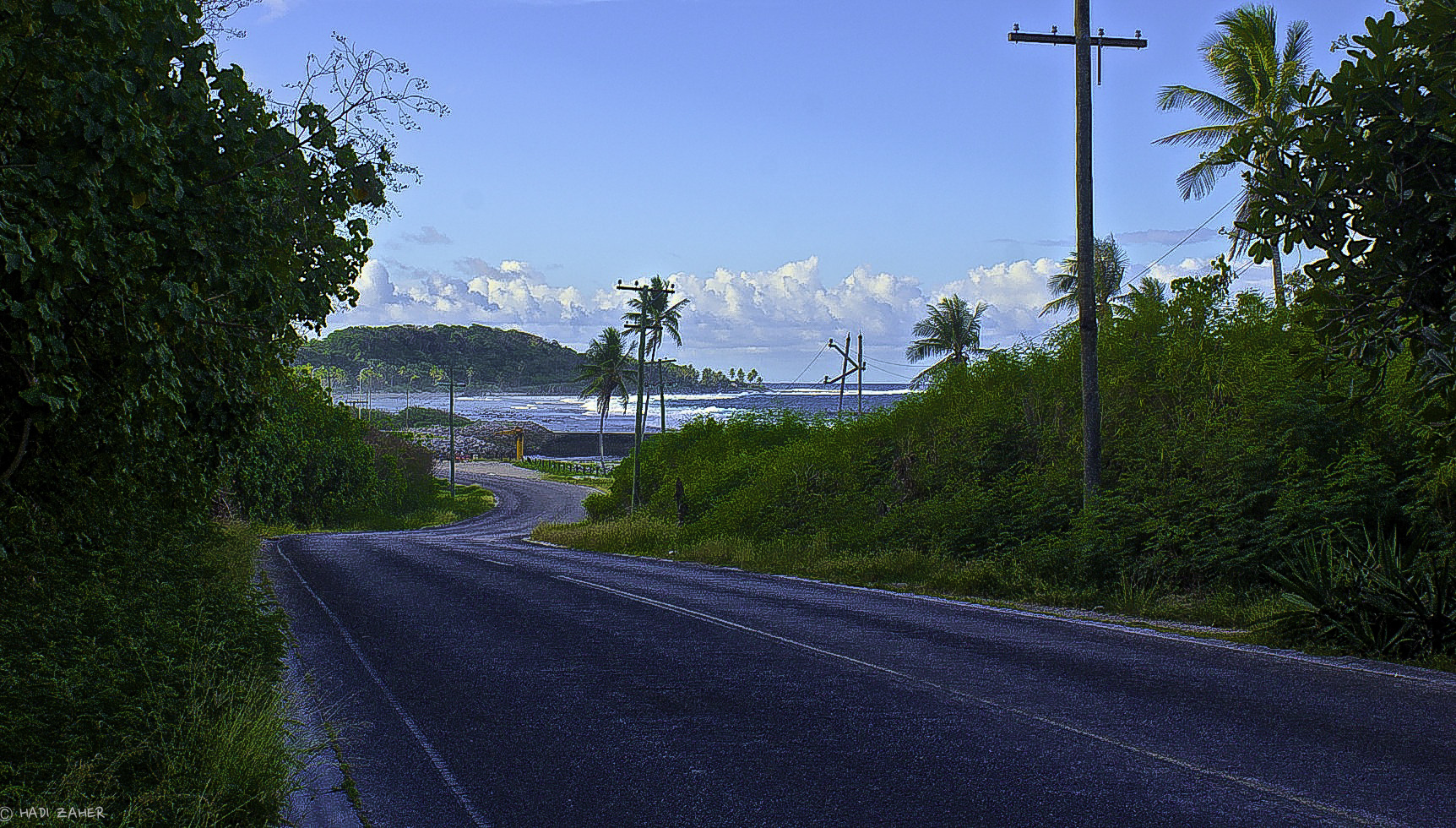
Đường vành đai đảo ở Nauru

Sự thay đổi văn hóa truyền thống của Nauru là do ảnh hưởng của phương Tây đương thời và có thể nhận thấy rất rõ trên hòn đảo. Chỉ có một số ít còn lại được bảo tồn từ các phong tục cũ. Truyền thống nghệ thuật và thủ công đã mất gần như hoàn toàn.

## Nghệ thuật và thủ công

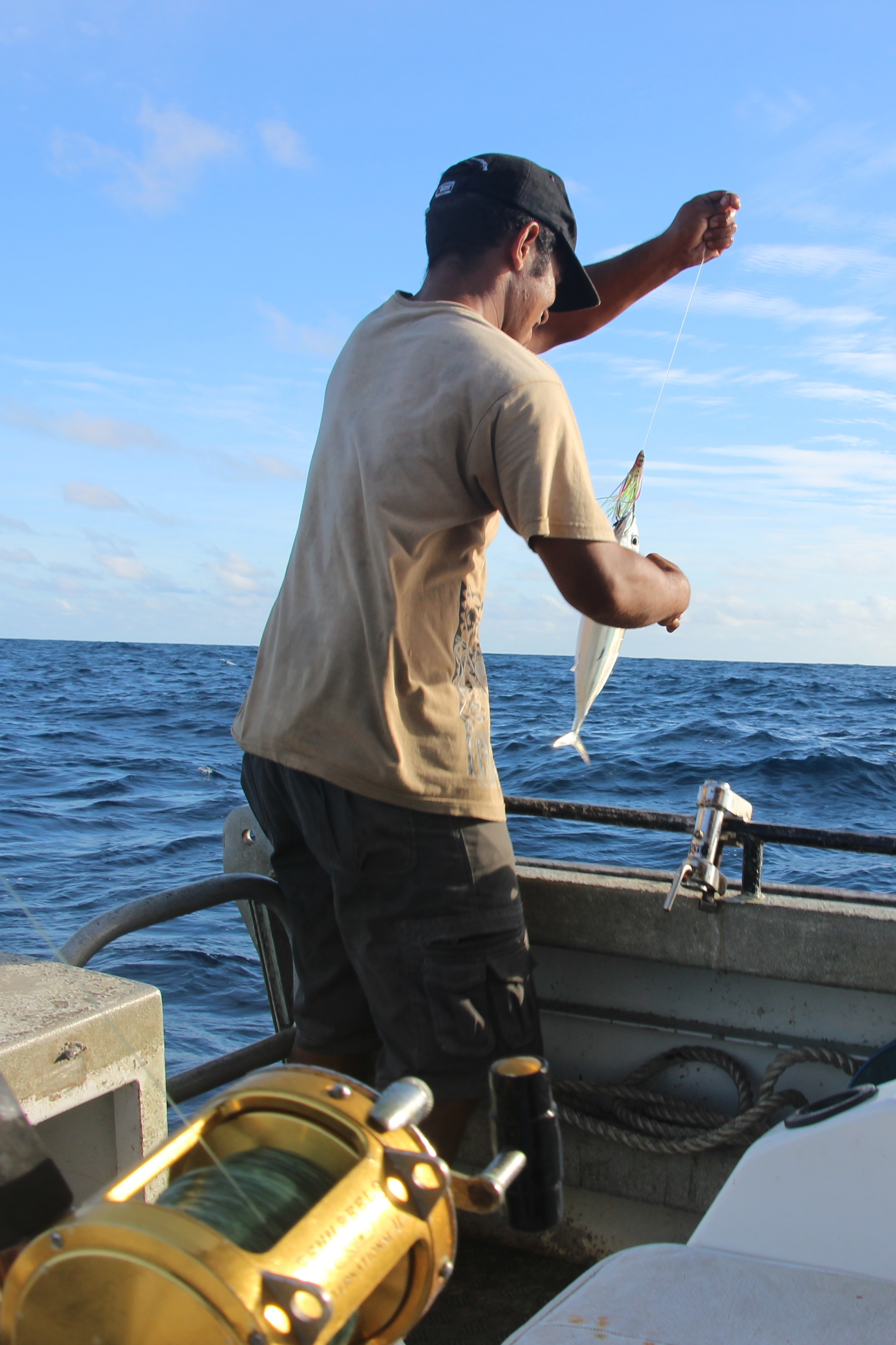
Một ngư dân Nauru lao vào đánh bắt

Cư dân Nauru mặc quần áo nhiệt đới thông thường: quần ngắn và áo sơ mi nhạt. Việc đánh bắt vẫn theo phương thức truyền thống: những người câu cá trên đảo đợi cá nhỏ đến nơi. Phong tục đánh bắt cá bằng cốc biển được huấn luyện vẫn được bảo tồn.
Đài phát thanh Nauru đã thu nhiều bản nhạc của người dân địa phương. Nhưng ngay cả những người Nauru lớn tuổi cũng hiếm khi hiểu được nội dung của những bài hát này.
Trong khi văn hóa truyền thống nhanh chóng nhường chỗ cho văn hóa đương đại, như những nơi khác ở Micronesia, âm nhạc và khiêu vũ vẫn được xếp hàng đầu trong số các loại hình nghệ thuật phổ biến nhất. Hát theo nhịp điệu và reigen truyền thống được biểu diễn đặc biệt tại các lễ kỷ niệm. Những người thợ thủ công làm ra các mặt hàng quần áo và quạt của Kokosfasern với các nan từ cây dứa thơm và sử dụng các mẫu hình học, giống với văn hóa Indonesia. Ngoài ra, gỗ của kokospalme được sử dụng để sản xuất hàng thủ công mỹ nghệ.

## Ngôn ngữ và giáo dục
Ngôn ngữ của Nauru, Dorerin Naoero, là một ngôn ngữ Micronesia. Tiếng Anh được hiểu và nói rộng rãi.
Giáo dục bắt buộc với trẻ em từ 4 đến 16 tưỡi, trong tất cả các trường học trên đảo. Đại học Nam Thái Bình Dương có một trung tâm ở Nauru nằm trong Quận Aiwo và cung cấp chương trình giáo dục mầm non, nghiên cứu dinh dưỡng và giáo dục khuyết tật, nơi đây cung cấp Chứng chỉ Công nhân Cộng đồng. Khuôn viên trường cung cấp các địa điểm tổ chức hội nghị truyền hình và âm thanh, thư viện và phòng thí nghiệm máy tính cũng như truy cập Internet và email qua USPNet luôn sẵn sàng cho sinh viên. Để học trung học và đại học, hầu hết con cái của người dân Nauru phải ra nước ngoài. Trong những năm thịnh vượng của nó, những đứa trẻ này được gửi đến Úc nhưng giờ đã được gửi đến Fiji.
Ngày lễ chính thức của quốc gia là ngày độc lập vào ngày 31 tháng 1, nhưng Ngày Angam, ngày 26 tháng 10, được coi là một ngày lễ quốc gia bổ sung.
Những từ ngữ Nauru trong bài quốc ca được viết bởi Margaret Hendrie và được thông qua vào năm 1968 sau khi Cộng hòa Nauru giành độc lập.

## Thể thao

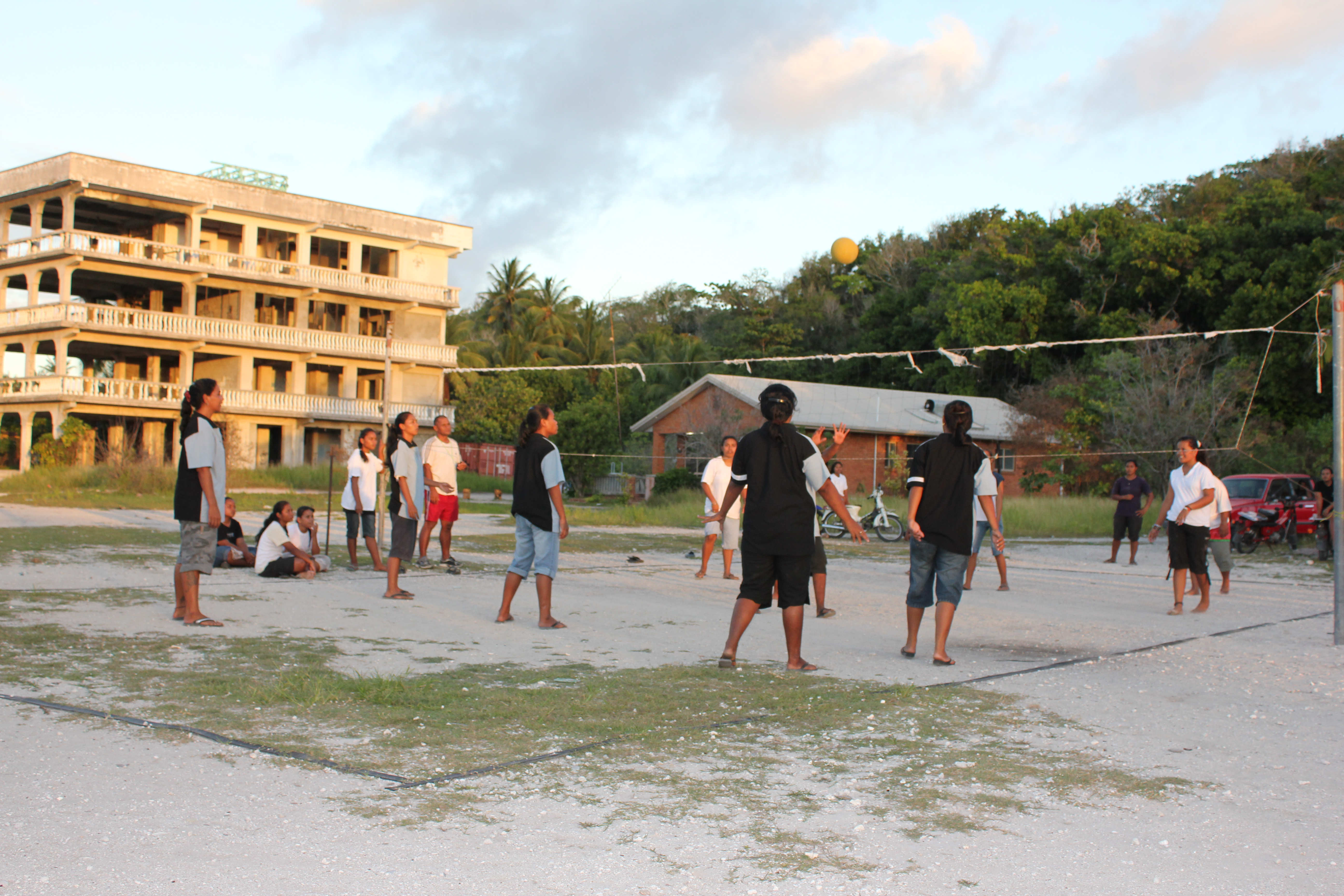
Bóng chuyền địa phương ở Nauru

Phổ biến nhất ở Nauru là bóng bầu dục theo luật của Úc. Một giải đấu 12 đội hoạt động thi đấu trong nước, xem bóng bầu dục theo luật của Úc ở Nauru và đây là một môn thể thao được nhiều khán giả yêu thích. Nauru đã tham gia thi đấu quốc tế môn bóng bầu dục theo luật của Úc tại Đại hội thể thao Arafura, Cúp bóng đá quốc tế Úc và Giải trẻ quốc tế Barassi. Đội tuyển quốc gia, "Chiefs", xếp thứ 8 tại Cúp quốc tế năm 2002 và huy chương vàng tại Đại hội thể thao Arafura.

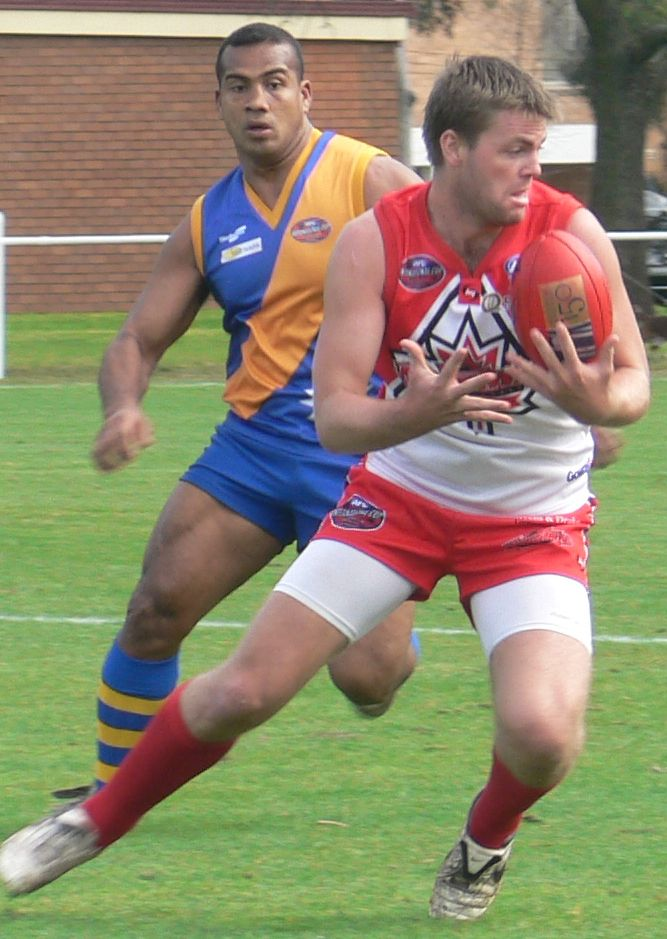
Trận đấu bóng bầu dục luật Úc (2008)

Đội tuyển bóng rổ quốc gia Nauru đã gây chú ý trên thế giới tại Thế vận hội Thái Bình Dương 1969 khi đánh bại Quần đảo Solomon, nơi có dân số gấp 60 lần Nauru và Fiji, nơi có dân số gấp 100 lần Nauru.
Nauruans cũng chơi bóng đá, bóng mềm, quần vợt, chèo thuyền, bơi lội và chơi gôn. Chỉ có một số sân thể thao ở Nauru. Sân vận động duy nhất ở Yaren, nhưng nó đã lỗi thời và không đạt tiêu chuẩn quốc tế. Một sân vận động thể thao lớn hơn và hiện đại hơn đang được xây dựng ở Meneng, tuy nhiên việc thiếu tiền đã khiến dự án bị đình trệ. Các sân vận động hiện tại là:
- Aida Oval
- Sân vận động Denig ở Denigomodu
- Linkbelt Oval ở Aiwo
- Sân vận động Menen ở Meneng
- Sân vận động quốc gia ở Yaren

Một 'môn thể thao' truyền thống là bắt chim khi chúng đi kiếm ăn trên biển trở về đảo vào lúc hoàng hôn. Những người đàn ông sau đó đứng trên bãi biển sẵn sàng ném lasso của họ. Lasso của người Nauru là một sợi dây dẻo dai có trọng lượng tập trung ở phần cuối. Khi một con chim bay đến, họ ném lasso lên, nó đập và hoặc phủ lên mình con chim, sau đó rơi xuống và những con chim này bị thu giữ và được nuôi làm thú cưng.
Eakabarere là một hình thức đấu vật truyền thống của người Nauru. Cử tạ cũng là một trong những môn thể thao truyền thống ở Nauru.